# Chikkagundagal, Tumkur
Chikkagundagal là một làng thuộc tehsil Tumkur, huyện Tumkur, bang Karnataka, Ấn Độ.